# 张正贤
张正贤（英語：Charles Teo，1957年12月24日—），澳大利亚神经外科医生。

## 生平
张正贤的父母为新加坡华侨，后移民至澳大利亚。他先后毕业于悉尼斯考特学院与新南威尔士大学，1981年获医学士与外科学士学位。此后赴美国从医。回到澳大利亚后，他于2003年创立了拯救生命基金会（Cure For Life Foundation）。2009年起，他与夫人吉纳维芙·张（Genevieve Teo）出任动物福利组织Voiceless的理事会成员。
张正贤于2011年获颁澳大利亚AM勋衔。2012年1月23日，他受邀在澳大利亚国庆日上发表演说。